# CAT-iq

Das offizielle CAT-iq-Logo

CAT-iq (Cordless Advanced Technology – internet and quality, deutsch „Schnurlose fortgeschrittene Technologie – Internet und Qualität“) ist ein Standard für DECT-Telefonie. Die Vorstellung von CAT-iq erfolgte auf der Messe ITU Telecom World 2006 am 5. Dezember 2006 in Hongkong.

## Grundlegende Leistungsmerkmale
Mit CAT-iq können herkömmliche Telefonanwendungen mit IP-Netzen verknüpft werden. So lassen sich neue Anwendungen wie Internetradio oder Web-Feeds bei Schnurlostelefonen nutzen.
CAT-iq spezifiziert eine höhere Datenübertragungsrate von bis zu 384 kbit/s zwischen Basisstation und Mobilteil. Erreicht wird das mit sogenannten „Longslot-Formaten“ innerhalb des bisherigen DECT-Frequenzbandes von 1880 bis 1900 MHz und von 1910 bis 1920 MHz, das fast weltweit verfügbar ist und nicht von anderen Funktechniken wie Bluetooth oder WLAN gestört wird. Gleichzeitig wird durch eine höhere Bandbreite und neue Sprachcodecs die Sprachqualität verbessert. Zum Einsatz kommt der G.722-Breitband-Sprachcodec, der Sprachpakete mit einer Datenrate von 64 kbit/s überträgt und dadurch Signale bis 7000 Hertz übermitteln kann. Da der Codec nicht auf CAT-iq beschränkt ist, besteht ohne Signalwandlung eine grundlegende Kompatibilität zwischen allen Geräten, die den Sprachcodec unterstützen, also derzeit vor allem im Bereich ISDN und IP-Telefonie. Ein weiterer Vorteil von CAT-iq ist die garantierte Kompatibilität von Geräten verschiedener Hersteller. Im bisherigen DECT-Standard ist das nicht im Detail geregelt und wird von den Herstellern oft proprietär gelöst. Die bei CAT-iq vorgesehene Adapted-Power-Control-Technik bietet Möglichkeiten zur Energieeinsparung.

## Entwicklungsstufen
Der aktuelle Standardisierungsprozess von CAT-iq ist in mehrere Stufen gegliedert:
Funktionen bei der Sprachübertragung
- CAT-iq 1.0 „HD-Sound“: ETSI TS 102 527-1 Breitbandige Sprachübertragung
- CAT-iq 2.0 „Multi Line“: ETSI TS 102 527-3 Erweiterte Dienste für Breitband-Sprachsignal
- CAT-iq 2.1 „Green“: ETSI TS 102 527-5 HF-Leistungssteuerung, Stromsparmodi, Sprachverschlüsselung

Funktionen bei der Datenübertragung
- CAT-iq 3.0 „Internet Ready“: ETSI TS 102 527-4 ‚Lite‘ Data Services (grundlegende Datendienste); Software Update Over The Air (SUOTA) (Drahtlose Softwareaktualisierung über HTTP)
- CAT-iq 4.0 „Intelligent Networking“ (‚intelligente‘ Netzwerkdienste); geplant

## Sicherheitsmängel
Das Bundesamt für Sicherheit in der Informationstechnik bemängelt, dass im Vergleich zu herkömmlichem DECT (64-Bit-Verschlüsselung) zusätzliche Schnittstellen und Funktionen implementiert sind, ohne die Sicherheit zu erhöhen, und schreibt wörtlich: „Dies führt im Vergleich zu DECT zu einem geringeren Sicherheitsniveau. An dieser Stelle ist eine Verbesserung der Sicherheit bei CAT-iq seitens des DECT-Forums erforderlich.“ Die zwingende Implementierung von Verschlüsselung – bei DECT lediglich optional vorgesehen – erfolgt mit dem Standard DSAA (1) im Rahmen der Standardisierung von CAT-iq Version 2.1. Definiert ist hier „eine ähnliche Verschlüsselung wie bislang“ (d. h. DECT). Der Einsatz von AES als optionalem Verschlüsselungsalgorithmus ist noch nicht verabschiedet, hat jedoch unabhängig von CAT-iq mit einer Schlüssellänge von 128 Bit Eingang in die Neubeschreibung des Common-Interface-Moduls (CI) des DECT-Standards gefunden. Ein Problem ist jedoch bisher die fehlende Implementierung durch die Hersteller und fehlende Produktinformationen.